# Malakiás
A Malakiás héber eredetű férfinév, jelentése: küldöttem, hírnököm.

## Gyakorisága
Az 1990-es években szórványos név, a 2000-es években nem szerepel a 100 leggyakoribb férfinév között.

## Névnapok
- január 14.[2]
- november 3.[2]

## Híres Malakiások
- Malakiás próféta